# Frédéric Leloir
Pour les articles homonymes, voir Leloir (homonymie).
Pas d'image ? Cliquez ici

a Compétitions nationales et continentales officielles uniquement.

Frédéric Leloir, né le 2 mars 1972, est un joueur français de rugby à XV qui évolue au poste de centre au sein de l'effectif de la Section paloise et de l'US Dax.

## Carrière

### En club
Frédéric Leloir dispute vingt-deux matchs en compétitions européennes, dont 7 en Coupe d'Europe et 15 en Challenge européen.
Avec la Section paloise, il remporte la Coupe de France en 1997.

### Équipe nationale
- International B

## Palmarès
- Finaliste du Championnat de France de première division groupe B en 1994 avec le Saint Paul Sports
- Vainqueur de la Coupe de France Yves du Manoir en 1997 avec la Section paloise
- Finaliste du Challenge Yves du Manoir en 1996 avec la Section paloise